# Tauama Timoti
Tauama Timoti (* 23. Februar 1959) ist ein Gewichtheber aus Amerikanisch-Samoa.
Er nahm 1988 an den Olympischen Sommerspielen in Seoul teil. In der Gewichtsklasse II. Schwergewicht erreichte er den 16. Platz.